# Штадель-бай-Нидерглатт
Штадель-бай-Нидерглат (нем. Stadel bei Niederglatt) — коммуна в Швейцарии, в кантоне Цюрих.
Входит в состав округа Дильсдорф. Население составляет 1886 человек (на 31 декабря 2007 года). Официальный код — 0100.

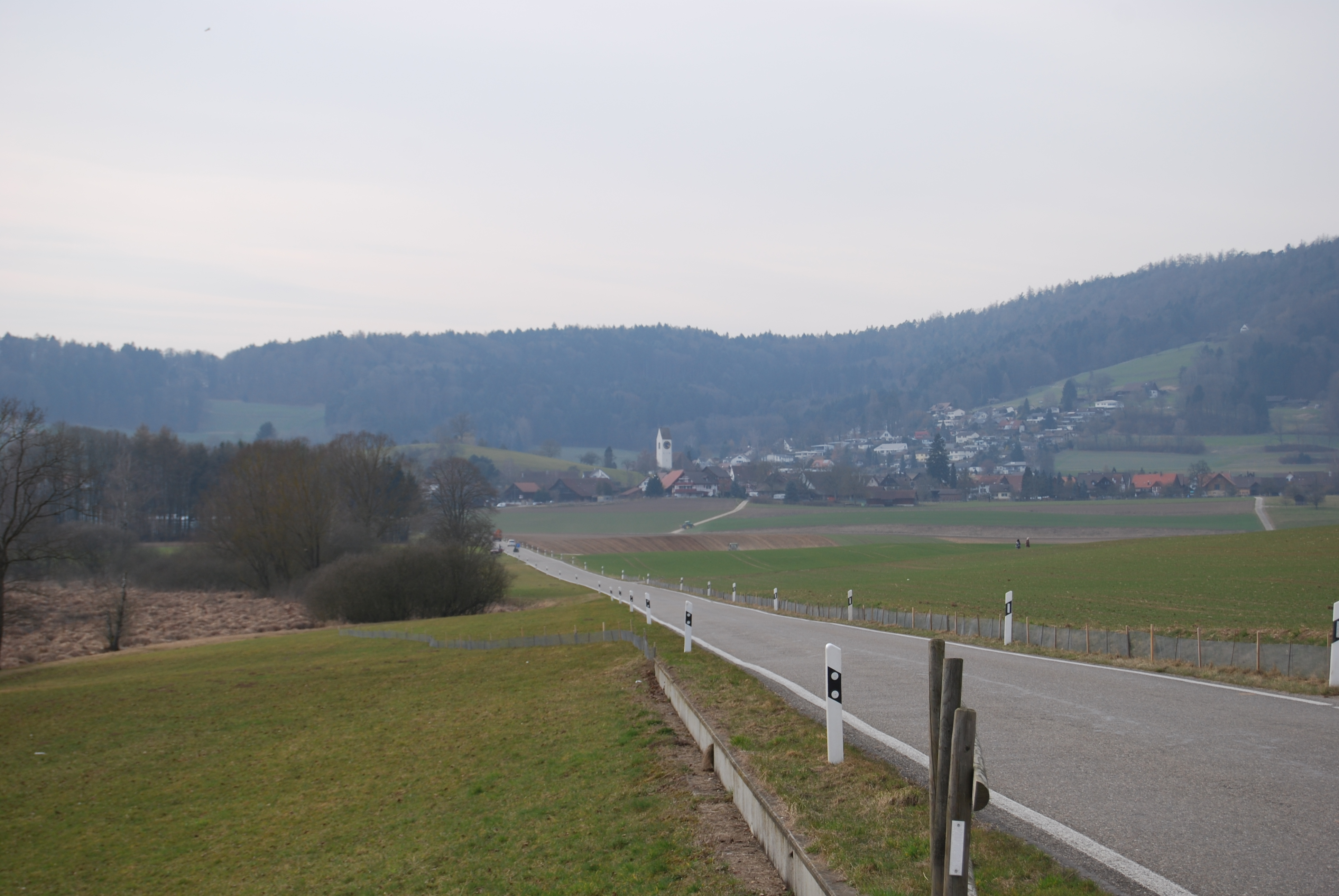
Штадель

## Населённые пункты
В состав коммуны также входят населённые пункты:
- Виндлах
- Рат
- Шюпфхайм